# Mercan'Tour Classic Alpes-Maritimes 2021
Le Mercan'Tour Classic Alpes-Maritimes 2021, est la 1re édition de cette course cycliste sur route masculine. Il a lieu le 24 mai 2021 dans le département des Alpes-Maritimes, dans le sud de la France, et fait partie du calendrier UCI Europe Tour 2021 en catégorie 1.1. Le Français Guillaume Martin (Cofidis) remporte la course en solitaire.

## Présentation

### Parcours
Initialement, le parcours 2021 démarre en descente du Col de Valberg avec un départ réel donné à Beuil où est directement entamée la première ascension du Col de la Couillole (deuxième catégorie). Après une longue descente de 16,5 kilomètres, les coureurs atteignent Saint-Sauveur-sur-Tinée.
Néanmoins, en raison de conditions météorologiques difficiles rendant la chaussée glissante, le parcours est amputé de ses trente premiers kilomètres et commencent donc à Saint-Sauveur-sur-Tinée. Depuis la ville, les cyclistes se lancent en direction de Saint-Martin-Vésubie en passant par Plan-du-Var, une zone dévastée par la Tempête Alex en octobre 2020. Après Saint-Martin-Vésubie se dresse le Col de la Colmiane, en première catégorie. Une fois le sommet franchi, le peloton entame une descente de presque vingt kilomètres pour rejoindre Saint-Sauveur-sur-Tinée avant l'ascension complète et difficile du Col de la Couillole, classée en hors catégorie dans ce sens. Au kilomètre 115, les coureurs font un premier passage au Col de Valberg avant de se diriger vers Guillaumes et de s'attaquer à l'ascension finale du Col de Valberg (1 672 m), longue de treize kilomètres.

### Équipes participantes
Classé en catégorie 1.1 de l'UCI Europe Tour, le Mercan'Tour Classic Alpes-Maritimes est par conséquent ouvert aux WorldTeams dans la limite de 50 % des équipes participantes, aux équipes continentales professionnelles, aux équipes continentales et aux équipes nationales.
Seize équipes participent à cette course : quatre WorldTeams, sept équipes continentales professionnelles et cinq équipes continentales.
| WorldTeams (4)- AG2R Citroën Team - Cofidis - EF Education-Nippo - Groupama-FDJ ProTeams (7)- Arkéa-Samsic - B&B Hotels p/b KTM - Burgos-BH - Delko - Total Direct Énergie - Uno-X Pro Cycling Team - Vini Zabù Équipes continentales (5)- Amore & Vita-Prodir - Saint Michel-Auber 93 - Vorarlberg - Vino-Astana Motors - Work Service-Marchiol-Dynatek |
| |

### Récit de la course
Le départ est donné à Saint-Sauveur-sur-Tinée, au pied du Col de la Couillole à 11h40. Une échappée de quatre coureurs se forme mais à 58 kilomètres de l'arrivée, dans la descente du Col de la Colmiane, le peloton rattrape les hommes de tête alors que ce dernier n'est formé que d'une vingtaine de coureurs. Néanmoins, dans les kilomètres qui suivent, deux coureurs prennent leurs distances tandis que le peloton s'étire sous l'impulsion de l'équipe Cofidis. Avant la montée finale vers Valberg, l'échappée est une nouvelle fois reprise mais Anthony Perez et Mathias Frank s'extirpent du maigre peloton. Bruno Armirail lance une contre-attaque mais est rapidement rejoint par Aurélien Paret-Peintre et Guillaume Martin, formant alors un trio de poursuivants pointant à trente secondes des deux hommes de tête à dix kilomètres de l'arrivée. La chasse ne dure pas et les deux groupes à l'avant de la course se retrouvent ensemble huit kilomètres avant le sommet. Trois kilomètres plus loin, Guillaume Martin attaque et ne sera plus inquiété, atteignant Valberg et la ligne d'arrivée avec une minute et quarante-deux secondes d'avance sur le duo Paret-Peintre et Armirail.
L'équipe Cofidis signe ainsi une quatrième victoire en ce mois de mai 2021 après Christophe Laporte sur le Circuit de Wallonie, Jesús Herrada sur le Challenge de Majorque et Victor Lafay lors de la huitième étape du Tour d'Italie.

## Classements

### Classement final
| \| Classement général \| Classement général \| Classement général \| Classement général \| Classement général \| \| Coureur \| Coureur \| Pays \| Équipe \| Temps \| \| ------------------ \| ---------------------- \| ------------------ \| ---------------------- \| ------------------ \| \| 1er \| Guillaume Martin \| France \| Cofidis \| 4 h 23 min 56 s \| \| 2e \| Aurélien Paret-Peintre \| France \| AG2R Citroën Team \| + 1 min 42 s \| \| 3e \| Bruno Armirail \| France \| Groupama-FDJ \| + 1 min 42 s \| \| 4e \| Anthony Perez \| France \| Cofidis \| + 2 min 40 s \| \| 5e \| Mathias Frank \| Suisse \| AG2R Citroën Team \| + 2 min 43 s \| \| 6e \| Adrià Moreno \| Espagne \| Team Vorarlberg \| + 2 min 53 s \| \| 7e \| Jérémy Cabot \| France \| Total Direct Énergie \| + 2 min 56 s \| \| 8e \| Roland Thalmann \| Suisse \| Team Vorarlberg \| + 3 min 05 s \| \| 9e \| Idar Andersen \| Norvège \| Uno-X Pro Cycling Team \| + 3 min 20 s \| \| 10e \| Jaakko Hänninen \| Finlande \| AG2R Citroën Team \| + 3 min 36 s \| |                        |          |                        |                 |
| |                        |          |                        |                 |
| Source : ProCyclingStats |                        |          |                        |                 |
| Classement général |                        |          |                        |                 |
| Coureur | Coureur                | Pays     | Équipe                 | Temps           |
| 1er | Guillaume Martin       | France   | Cofidis                | 4 h 23 min 56 s |
| 2e | Aurélien Paret-Peintre | France   | AG2R Citroën Team      | + 1 min 42 s    |
| 3e | Bruno Armirail         | France   | Groupama-FDJ           | + 1 min 42 s    |
| 4e | Anthony Perez          | France   | Cofidis                | + 2 min 40 s    |
| 5e | Mathias Frank          | Suisse   | AG2R Citroën Team      | + 2 min 43 s    |
| 6e | Adrià Moreno           | Espagne  | Team Vorarlberg        | + 2 min 53 s    |
| 7e | Jérémy Cabot           | France   | Total Direct Énergie   | + 2 min 56 s    |
| 8e | Roland Thalmann        | Suisse   | Team Vorarlberg        | + 3 min 05 s    |
| 9e | Idar Andersen          | Norvège  | Uno-X Pro Cycling Team | + 3 min 20 s    |
| 10e | Jaakko Hänninen        | Finlande | AG2R Citroën Team      | + 3 min 36 s    |

### Classements annexes

#### Classement du meilleur jeune
| Classement du meilleur jeune | Classement du meilleur jeune | Classement du meilleur jeune | Classement du meilleur jeune  | Classement du meilleur jeune |
| Coureur                      | Coureur                      | Pays                         | Équipe                        | Temps                        |
| ---------------------------- | ---------------------------- | ---------------------------- | ----------------------------- | ---------------------------- |
| 1er                          | Aurélien Paret-Peintre       | France                       | AG2R Citroën Team             | 4 h 25 min 38 s              |
| 2e                           | Idar Andersen                | Norvège                      | Uno-X Pro Cycling Team        | + 1 min 38 s                 |
| 3e                           | Jaakko Hänninen              | Finlande                     | AG2R Citroën Team             | + 1 min 54 s                 |
| 4e                           | Nicolas Prodhomme            | France                       | AG2R Citroën Team             | + 6 min 15 s                 |
| 5e                           | Clément Berthet              | France                       | Delko                         | + 6 min 56 s                 |
| 6e                           | Pelayo Sánchez               | Espagne                      | Burgos-BH                     | + 7 min 22 s                 |
| 7e                           | Torjus Sleen                 | Norvège                      | Uno-X Pro Cycling Team        | + 10 min 50 s                |
| 8e                           | Sindre Kulset                | Norvège                      | Uno-X Pro Cycling Team        | + 12 min 08 s                |
| 9e                           | Alan Boileau                 | France                       | B&B Hotels p/b KTM            | + 17 min 52 s                |
| 10e                          | Giacomo Garavaglia           | Italie                       | Work Service-Marchiol-Dynatek | + 18 min 55 s                |

#### Classement par équipes
| Classement par équipes | Classement par équipes | Classement par équipes | Classement par équipes |
| Équipe                 | Équipe                 | Pays                   | Temps                  |
| ---------------------- | ---------------------- | ---------------------- | ---------------------- |
| 1re                    | AG2R Citroën Team      | France                 | 13 h 19 min 49 s       |
| 2e                     | Cofidis                | France                 | + 1 min 38 s           |
| 3e                     | Vorarlberg             | Autriche               | + 2 min 51 s           |
| 4e                     | Total Direct Énergie   | France                 | + 14 min 29 s          |
| 5e                     | Delko                  | France                 | + 18 min 17 s          |
| 6e                     | Burgos-BH              | Espagne                | + 19 min 35 s          |
| 7e                     | Uno-X Pro Cycling Team | Norvège                | + 21 min 41 s          |
| 8e                     | Arkéa-Samsic           | France                 | + 23 min 43 s          |
| 9e                     | EF Education-Nippo     | États-Unis             | + 44 min 47 s          |
| 10e                    | Vini Zabù              | Italie                 | + 1 h 11 min 50 s      |

## Liste des participants
| Cofidis COF | Cofidis COF               | Cofidis COF |
| ----------- | ------------------------- | ----------- |
| Num         | Coureur                   | Pos         |
| 1           | Guillaume Martin (FRA)    | 1er         |
| 2           | Thomas Champion (FRA)     | AB          |
| 3           | Rubén Fernández (ESP)     | 18e         |
| 4           | Simon Geschke (GER)       | AB          |
| 5           | Anthony Perez (FRA)       | 4e          |
| 6           | Pierre-Luc Périchon (FRA) | AB          |

| AG2R Citroën Team ACT | AG2R Citroën Team ACT        | AG2R Citroën Team ACT |
| --------------------- | ---------------------------- | --------------------- |
| Num                   | Coureur                      | Pos                   |
| 11                    | Mathias Frank (SUI)          | 5e                    |
| 12                    | Jaakko Hänninen (FIN)        | 10e                   |
| 13                    | Bob Jungels (LUX)            | 24e                   |
| 15                    | Aurélien Paret-Peintre (FRA) | 2e                    |
| 16                    | Nans Peters (FRA)            | 38e                   |
| 17                    | Nicolas Prodhomme (FRA)      | 19e                   |

| Groupama-FDJ GFC | Groupama-FDJ GFC         | Groupama-FDJ GFC |
| ---------------- | ------------------------ | ---------------- |
| Num              | Coureur                  | Pos              |
| 21               | Bruno Armirail (FRA)     | 3e               |
| 22               | Tobias Ludvigsson (SWE)  | AB               |
| 23               | Matthieu Ladagnous (FRA) | AB               |
| 24               | Alexys Brunel (FRA)      | AB               |
| 25               | Enzo Paleni (FRA)        | AB               |
| 26               | Joseph Pidcock (GBR)     | AB               |
| 27               | Laurence Pithie (NZL)    | AB               |

| EF Education-Nippo EFN | EF Education-Nippo EFN | EF Education-Nippo EFN |
| ---------------------- | ---------------------- | ---------------------- |
| Num                    | Coureur                | Pos                    |
| 31                     | William Barta (USA)    | AB                     |
| 32                     | Lawson Craddock (USA)  | 37e                    |
| 33                     | Julien El Fares (FRA)  | AB                     |
| 34                     | Lachlan Morton (AUS)   | 12e                    |
| 35                     | Hideto Nakane (JPN)    | 44e                    |
| 36                     | Logan Owen (USA)       | 41e                    |

| Arkéa-Samsic ARK | Arkéa-Samsic ARK        | Arkéa-Samsic ARK |
| ---------------- | ----------------------- | ---------------- |
| Num              | Coureur                 | Pos              |
| 41               | Winner Anacona (COL)    | AB               |
| 43               | Anthony Delaplace (FRA) | 34e              |
| 45               | Łukasz Owsian (POL)     | 31e              |
| 46               | Dayer Quintana (COL)    | 30e              |
| 47               | Diego Rosa (ITA)        | 13e              |

| B&B Hotels p/b KTM BBK | B&B Hotels p/b KTM BBK      | B&B Hotels p/b KTM BBK |
| ---------------------- | --------------------------- | ---------------------- |
| Num                    | Coureur                     | Pos                    |
| 51                     | Nicola Bagioli (ITA)        | AB                     |
| 52                     | Alan Boileau (FRA)          | 35e                    |
| 53                     | Eliot Lietaer (BEL)         | 16e                    |
| 54                     | Maxime Cam (FRA)            | AB                     |
| 55                     | Sebastian Schönberger (AUT) | AB                     |

| Uno-X Pro Cycling Team UXT | Uno-X Pro Cycling Team UXT | Uno-X Pro Cycling Team UXT |
| -------------------------- | -------------------------- | -------------------------- |
| Num                        | Coureur                    | Pos                        |
| 61                         | Torstein Træen (NOR)       | AB                         |
| 62                         | Torjus Sleen (NOR)         | 26e                        |
| 63                         | Syver Wærsted (NOR)        | AB                         |
| 64                         | Idar Andersen (NOR)        | 9e                         |
| 66                         | Sindre Kulset (NOR)        | 32e                        |
| 67                         | Robin Juel Skivild (DEN)   | 39e                        |

| Burgos-BH BBH | Burgos-BH BBH            | Burgos-BH BBH |
| ------------- | ------------------------ | ------------- |
| Num           | Coureur                  | Pos           |
| 71            | Diego Rubio (ESP)        | AB            |
| 72            | Jetse Bol (NED)          | 25e           |
| 73            | Óscar Cabedo (ESP)       | 33e           |
| 74            | Felipe Orts (ESP)        | AB            |
| 75            | Pelayo Sánchez (ESP)     | 21e           |
| 76            | Victor Langellotti (MON) | 17e           |
| 77            | Ángel Fuentes (ESP)      | AB            |

| Total Direct Énergie TDE | Total Direct Énergie TDE | Total Direct Énergie TDE |
| ------------------------ | ------------------------ | ------------------------ |
| Num                      | Coureur                  | Pos                      |
| 81                       | Jérémy Cabot (FRA)       | 7e                       |
| 82                       | Víctor de la Parte (ESP) | 23e                      |
| 83                       | Pierre Latour (FRA)      | AB                       |
| 84                       | Fabien Doubey (FRA)      | AB                       |
| 85                       | Marlon Gaillard (FRA)    | AB                       |
| 86                       | Alexandre Geniez (FRA)   | AB                       |
| 87                       | Cristian Rodríguez (ESP) | AB                       |

| Delko DKO | Delko DKO                 | Delko DKO |
| --------- | ------------------------- | --------- |
| Num       | Coureur                   | Pos       |
| 91        | Clément Berthet (FRA)     | 20e       |
| 92        | Lucas De Rossi (FRA)      | 29e       |
| 93        | Evaldas Šiškevičius (LTU) | AB        |
| 94        | José Manuel Díaz (ESP)    | 11e       |
| 95        | Delio Fernández (ESP)     | AB        |
| 96        | Mathias Le Turnier (FRA)  | AB        |
| 97        | Eduard Prades (ESP)       | AB        |

| Vini Zabù THR | Vini Zabù THR            | Vini Zabù THR |
| ------------- | ------------------------ | ------------- |
| Num           | Coureur                  | Pos           |
| 101           | Edoardo Zardini (ITA)    | 45e           |
| 102           | Andrea Di Renzo (ITA)    | AB            |
| 103           | Leonardo Tortomasi (ITA) | AB            |
| 104           | Davide Orrico (ITA)      | 42e           |
| 105           | Alessandro Iacchi (ITA)  | 43e           |
| 106           | Andrea Bartolozzi (ITA)  | AB            |
| 107           | Daniel Pearson (GBR)     | AB            |

| Saint Michel-Auber 93 AUB | Saint Michel-Auber 93 AUB | Saint Michel-Auber 93 AUB |
| ------------------------- | ------------------------- | ------------------------- |
| Num                       | Coureur                   | Pos                       |
| 111                       | Stéphane Rossetto (FRA)   | 15e                       |
| 112                       | Adrien Guillonnet (FRA)   | 47e                       |
| 113                       | Baptiste Bleier (FRA)     | AB                        |
| 114                       | Anthony Maldonado (FRA)   | AB                        |
| 116                       | Yoann Paillot (FRA)       | AB                        |
| 117                       | Flavien Maurelet (FRA)    | 46e                       |

| Work Service-Marchiol-Dynatek IWM | Work Service-Marchiol-Dynatek IWM | Work Service-Marchiol-Dynatek IWM |
| --------------------------------- | --------------------------------- | --------------------------------- |
| Num                               | Coureur                           | Pos                               |
| 121                               | Davide Rebellin (ITA)             | 28e                               |
| 122                               | Giacomo Garavaglia (ITA)          | 36e                               |
| 123                               | Raul Colombo (ITA)                | AB                                |
| 124                               | Francesco Zandri (ITA)            | AB                                |
| 125                               | Federico Burchio (ITA)            | HD                                |

| Team Vorarlberg VBG | Team Vorarlberg VBG   | Team Vorarlberg VBG |
| ------------------- | --------------------- | ------------------- |
| Num                 | Coureur               | Pos                 |
| 131                 | Alexis Guérin (FRA)   | 14e                 |
| 132                 | Adrià Moreno (ESP)    | 6e                  |
| 133                 | Roland Thalmann (SUI) | 8e                  |
| 134                 | Maximilian Kuen (AUT) | AB                  |
| 135                 | Lukas Meiler (GER)    | AB                  |
| 136                 | Antoine Debons (SUI)  | AB                  |
| 137                 | Linus Stari (AUT)     | AB                  |

| Amore & Vita AMO | Amore & Vita AMO        | Amore & Vita AMO |
| ---------------- | ----------------------- | ---------------- |
| Num              | Coureur                 | Pos              |
| 141              | Davide Appollonio (ITA) | 27e              |
| 142              | Marco Tizza (ITA)       | AB               |
| 143              | Manuel Senni (ITA)      | AB               |
| 144              | Charly Petelin (LUX)    | AB               |
| 145              | Paolo Totò (ITA)        | AB               |
| 146              | Kristaps Pelcers (LAT)  | AB               |
| 147              | Stefano Pirazzi (ITA)   | AB               |

| Vino-Astana Motors VAM | Vino-Astana Motors VAM     | Vino-Astana Motors VAM |
| ---------------------- | -------------------------- | ---------------------- |
| Num                    | Coureur                    | Pos                    |
| 151                    | Alexandr Ovsyannikov (KAZ) | AB                     |
| 152                    | Alexandr Semenov (KAZ)     | 40e                    |
| 153                    | Matvey Nikitin (KAZ)       | AB                     |
| 154                    | Daniil Pronskiy (KAZ)      | AB                     |
| 155                    | Grigoriy Shtein (KAZ)      | AB                     |
| 156                    | Ilkhan Dostiyev (KAZ)      | HD                     |
| 157                    | Bauyrzhan Zhaparuly (KAZ)  | HD                     |

| Cofidis COF | Cofidis COF               | Cofidis COF |
| ----------- | ------------------------- | ----------- |
| Num         | Coureur                   | Pos         |
| 1           | Guillaume Martin (FRA)    | 1er         |
| 2           | Thomas Champion (FRA)     | AB          |
| 3           | Rubén Fernández (ESP)     | 18e         |
| 4           | Simon Geschke (GER)       | AB          |
| 5           | Anthony Perez (FRA)       | 4e          |
| 6           | Pierre-Luc Périchon (FRA) | AB          |

| AG2R Citroën Team ACT | AG2R Citroën Team ACT        | AG2R Citroën Team ACT |
| --------------------- | ---------------------------- | --------------------- |
| Num                   | Coureur                      | Pos                   |
| 11                    | Mathias Frank (SUI)          | 5e                    |
| 12                    | Jaakko Hänninen (FIN)        | 10e                   |
| 13                    | Bob Jungels (LUX)            | 24e                   |
| 15                    | Aurélien Paret-Peintre (FRA) | 2e                    |
| 16                    | Nans Peters (FRA)            | 38e                   |
| 17                    | Nicolas Prodhomme (FRA)      | 19e                   |

| Groupama-FDJ GFC | Groupama-FDJ GFC         | Groupama-FDJ GFC |
| ---------------- | ------------------------ | ---------------- |
| Num              | Coureur                  | Pos              |
| 21               | Bruno Armirail (FRA)     | 3e               |
| 22               | Tobias Ludvigsson (SWE)  | AB               |
| 23               | Matthieu Ladagnous (FRA) | AB               |
| 24               | Alexys Brunel (FRA)      | AB               |
| 25               | Enzo Paleni (FRA)        | AB               |
| 26               | Joseph Pidcock (GBR)     | AB               |
| 27               | Laurence Pithie (NZL)    | AB               |

| EF Education-Nippo EFN | EF Education-Nippo EFN | EF Education-Nippo EFN |
| ---------------------- | ---------------------- | ---------------------- |
| Num                    | Coureur                | Pos                    |
| 31                     | William Barta (USA)    | AB                     |
| 32                     | Lawson Craddock (USA)  | 37e                    |
| 33                     | Julien El Fares (FRA)  | AB                     |
| 34                     | Lachlan Morton (AUS)   | 12e                    |
| 35                     | Hideto Nakane (JPN)    | 44e                    |
| 36                     | Logan Owen (USA)       | 41e                    |

| Arkéa-Samsic ARK | Arkéa-Samsic ARK        | Arkéa-Samsic ARK |
| ---------------- | ----------------------- | ---------------- |
| Num              | Coureur                 | Pos              |
| 41               | Winner Anacona (COL)    | AB               |
| 43               | Anthony Delaplace (FRA) | 34e              |
| 45               | Łukasz Owsian (POL)     | 31e              |
| 46               | Dayer Quintana (COL)    | 30e              |
| 47               | Diego Rosa (ITA)        | 13e              |

| B&B Hotels p/b KTM BBK | B&B Hotels p/b KTM BBK      | B&B Hotels p/b KTM BBK |
| ---------------------- | --------------------------- | ---------------------- |
| Num                    | Coureur                     | Pos                    |
| 51                     | Nicola Bagioli (ITA)        | AB                     |
| 52                     | Alan Boileau (FRA)          | 35e                    |
| 53                     | Eliot Lietaer (BEL)         | 16e                    |
| 54                     | Maxime Cam (FRA)            | AB                     |
| 55                     | Sebastian Schönberger (AUT) | AB                     |

| Uno-X Pro Cycling Team UXT | Uno-X Pro Cycling Team UXT | Uno-X Pro Cycling Team UXT |
| -------------------------- | -------------------------- | -------------------------- |
| Num                        | Coureur                    | Pos                        |
| 61                         | Torstein Træen (NOR)       | AB                         |
| 62                         | Torjus Sleen (NOR)         | 26e                        |
| 63                         | Syver Wærsted (NOR)        | AB                         |
| 64                         | Idar Andersen (NOR)        | 9e                         |
| 66                         | Sindre Kulset (NOR)        | 32e                        |
| 67                         | Robin Juel Skivild (DEN)   | 39e                        |

| Burgos-BH BBH | Burgos-BH BBH            | Burgos-BH BBH |
| ------------- | ------------------------ | ------------- |
| Num           | Coureur                  | Pos           |
| 71            | Diego Rubio (ESP)        | AB            |
| 72            | Jetse Bol (NED)          | 25e           |
| 73            | Óscar Cabedo (ESP)       | 33e           |
| 74            | Felipe Orts (ESP)        | AB            |
| 75            | Pelayo Sánchez (ESP)     | 21e           |
| 76            | Victor Langellotti (MON) | 17e           |
| 77            | Ángel Fuentes (ESP)      | AB            |

| Total Direct Énergie TDE | Total Direct Énergie TDE | Total Direct Énergie TDE |
| ------------------------ | ------------------------ | ------------------------ |
| Num                      | Coureur                  | Pos                      |
| 81                       | Jérémy Cabot (FRA)       | 7e                       |
| 82                       | Víctor de la Parte (ESP) | 23e                      |
| 83                       | Pierre Latour (FRA)      | AB                       |
| 84                       | Fabien Doubey (FRA)      | AB                       |
| 85                       | Marlon Gaillard (FRA)    | AB                       |
| 86                       | Alexandre Geniez (FRA)   | AB                       |
| 87                       | Cristian Rodríguez (ESP) | AB                       |

| Delko DKO | Delko DKO                 | Delko DKO |
| --------- | ------------------------- | --------- |
| Num       | Coureur                   | Pos       |
| 91        | Clément Berthet (FRA)     | 20e       |
| 92        | Lucas De Rossi (FRA)      | 29e       |
| 93        | Evaldas Šiškevičius (LTU) | AB        |
| 94        | José Manuel Díaz (ESP)    | 11e       |
| 95        | Delio Fernández (ESP)     | AB        |
| 96        | Mathias Le Turnier (FRA)  | AB        |
| 97        | Eduard Prades (ESP)       | AB        |

| Vini Zabù THR | Vini Zabù THR            | Vini Zabù THR |
| ------------- | ------------------------ | ------------- |
| Num           | Coureur                  | Pos           |
| 101           | Edoardo Zardini (ITA)    | 45e           |
| 102           | Andrea Di Renzo (ITA)    | AB            |
| 103           | Leonardo Tortomasi (ITA) | AB            |
| 104           | Davide Orrico (ITA)      | 42e           |
| 105           | Alessandro Iacchi (ITA)  | 43e           |
| 106           | Andrea Bartolozzi (ITA)  | AB            |
| 107           | Daniel Pearson (GBR)     | AB            |

| Saint Michel-Auber 93 AUB | Saint Michel-Auber 93 AUB | Saint Michel-Auber 93 AUB |
| ------------------------- | ------------------------- | ------------------------- |
| Num                       | Coureur                   | Pos                       |
| 111                       | Stéphane Rossetto (FRA)   | 15e                       |
| 112                       | Adrien Guillonnet (FRA)   | 47e                       |
| 113                       | Baptiste Bleier (FRA)     | AB                        |
| 114                       | Anthony Maldonado (FRA)   | AB                        |
| 116                       | Yoann Paillot (FRA)       | AB                        |
| 117                       | Flavien Maurelet (FRA)    | 46e                       |

| Work Service-Marchiol-Dynatek IWM | Work Service-Marchiol-Dynatek IWM | Work Service-Marchiol-Dynatek IWM |
| --------------------------------- | --------------------------------- | --------------------------------- |
| Num                               | Coureur                           | Pos                               |
| 121                               | Davide Rebellin (ITA)             | 28e                               |
| 122                               | Giacomo Garavaglia (ITA)          | 36e                               |
| 123                               | Raul Colombo (ITA)                | AB                                |
| 124                               | Francesco Zandri (ITA)            | AB                                |
| 125                               | Federico Burchio (ITA)            | HD                                |

| Team Vorarlberg VBG | Team Vorarlberg VBG   | Team Vorarlberg VBG |
| ------------------- | --------------------- | ------------------- |
| Num                 | Coureur               | Pos                 |
| 131                 | Alexis Guérin (FRA)   | 14e                 |
| 132                 | Adrià Moreno (ESP)    | 6e                  |
| 133                 | Roland Thalmann (SUI) | 8e                  |
| 134                 | Maximilian Kuen (AUT) | AB                  |
| 135                 | Lukas Meiler (GER)    | AB                  |
| 136                 | Antoine Debons (SUI)  | AB                  |
| 137                 | Linus Stari (AUT)     | AB                  |

| Amore & Vita AMO | Amore & Vita AMO        | Amore & Vita AMO |
| ---------------- | ----------------------- | ---------------- |
| Num              | Coureur                 | Pos              |
| 141              | Davide Appollonio (ITA) | 27e              |
| 142              | Marco Tizza (ITA)       | AB               |
| 143              | Manuel Senni (ITA)      | AB               |
| 144              | Charly Petelin (LUX)    | AB               |
| 145              | Paolo Totò (ITA)        | AB               |
| 146              | Kristaps Pelcers (LAT)  | AB               |
| 147              | Stefano Pirazzi (ITA)   | AB               |

| Vino-Astana Motors VAM | Vino-Astana Motors VAM     | Vino-Astana Motors VAM |
| ---------------------- | -------------------------- | ---------------------- |
| Num                    | Coureur                    | Pos                    |
| 151                    | Alexandr Ovsyannikov (KAZ) | AB                     |
| 152                    | Alexandr Semenov (KAZ)     | 40e                    |
| 153                    | Matvey Nikitin (KAZ)       | AB                     |
| 154                    | Daniil Pronskiy (KAZ)      | AB                     |
| 155                    | Grigoriy Shtein (KAZ)      | AB                     |
| 156                    | Ilkhan Dostiyev (KAZ)      | HD                     |
| 157                    | Bauyrzhan Zhaparuly (KAZ)  | HD                     |

### Classements UCI
La course attribue le même nombre de points pour l'UCI Europe Tour 2021 et le Classement mondial UCI (pour tous les coureurs), avec le barème suivant :
| Position           | 1er | 2e | 3e | 4e | 5e | 6e | 7e | 8e | 9e | 10e | 11e | 12e | 13e à 15e | 16e à 25e |
| Classement général | 125 | 85 | 70 | 60 | 50 | 40 | 35 | 30 | 25 | 20  | 15  | 10  | 5         | 3         |

## Prix versés
La course attribue un total de 2 700 €, répartie comme suit :
| Position                  | 1er   | 2e    | 3e    |
| Classement général        | 000 € | 000 € | 000 € |
| Classement de la montagne | 600 € | 300 € | 200 € |
| Classement par points     | 400 € | 200 € | 100 € |
| Classement des jeunes     | 300 € | 200 € | 100 € |

Le prix du meilleur combatif octroie une attribution de 300 €.

## Droits de diffusion
En France, c'est Eurosport 1 qui dispose des droits de diffusion en exclusivité, avec une prise d'antenne à partir de 12h45, permettant une couverture des trois dernières heures de la course.